# Kfz-Kennzeichen (Britische Überseegebiete)
Die britischen Überseegebiete verwenden unterschiedliche Kfz-Kennzeichen-Systeme.

## Afrika

### St. Helena, Ascension und Tristan da Cunha
Die Kennzeichen von St. Helena sind weiß auf schwarz oder schwarz auf gelb und haben für Privatfahrzeuge nur Ziffern. Regierungsfahrzeuge beginnen mit „SHG“.
Die Kennzeichen auf Ascension beginnen mit „A“ gefolgt von drei Ziffern.
Die Kennzeichen aus Tristan da Cunha sind meist schwarz mit weißer oder silberner Schrift im Format „TDC 123“. Bei älteren Kennzeichen wurde „T.D.C.“ mit Punkten versehen. In neuerer Zeit sind Kennzeichen mit dem Text „Tristan da Cunha South Atlantic“ unter der Nummer erschienen. Diese werden jedoch nur als Souvenir für Touristen verkauft und nicht als amtliches Kennzeichen an Fahrzeugen verwendet.

## Asien

### Akrotiri und Dekelia

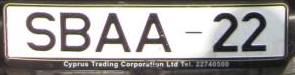
SBAA-Kennzeichen

Fahrzeuge der beiden britischen Militärbasen führen eigene Kfz-Kennzeichen. Sie zeigen die Buchstaben SBAA für englisch Sovereign Base Areas Administration sowie eine zweistellige Nummer. Die Farbgebung entspricht den zypriotischen Schildern.

### Britisches Territorium im Indischen Ozean
Es gibt Kennzeichen auf der Hauptinsel Diego Garcia.

## Europa

### Gibraltar

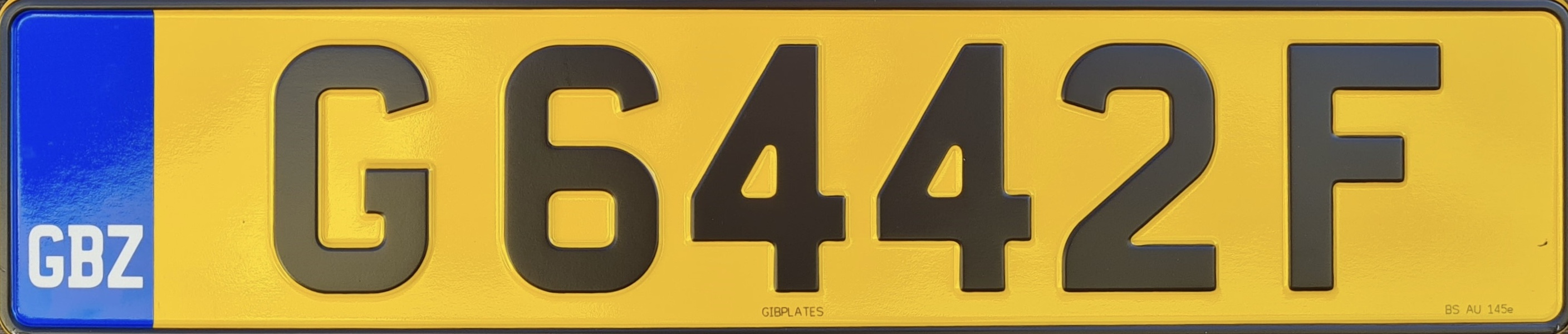
Hinteres Kennzeichen aus Gibraltar mit dem Nationalitätszeichen GBZ, vergeben seit Anfang 2021

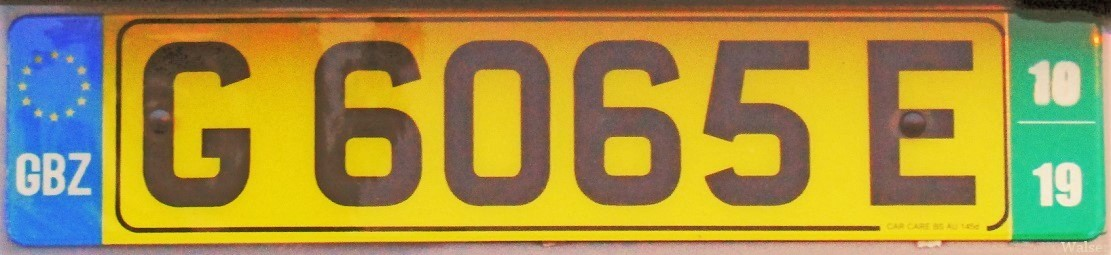
Temporäres EU-Kennzeichen von 2001

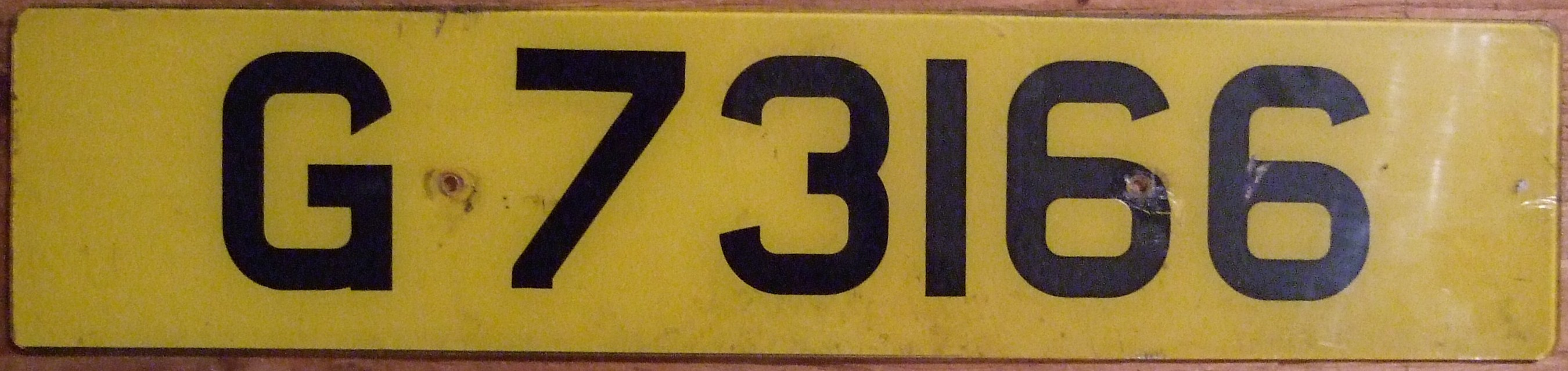
Kennzeichen bis 2001

Gibraltar verwendet weiße (vorn) bzw. gelbe Kennzeichen (hinten) mit schwarzer Aufschrift. Daneben sind optional auch schwarze Kennzeichen mit weißer oder silberfarbener Aufschrift, wie sie früher verwendet wurden, erhältlich.
Zwischen 1912 und 2001 begannen die Kennzeichen mit einem G für Gibraltar, gefolgt von maximal fünf Ziffern. Als die Erschöpfung freier Kombinationen absehbar war, wurde das System im Oktober 2001 leicht überarbeitet. Dem G folgen nun maximal vier Ziffern sowie ein weiterer Serienbuchstabe. Dem Kennzeichen G 9999 A folgt die Kombination G 1000 B. 2020 wurde der Serienbuchstabe F vergeben.
Temporäre Kennzeichen zeigen am rechten Rand ein grünes Band, auf dem durch Angabe einer Monats- und Jahreszahl die maximale Gültigkeit der Zulassung dargestellt ist. Vor Oktober 2001 begannen temporäre Kennzeichen mit den Buchstaben GG. Kennzeichen für Anhänger zeigen seit 2016 die Buchstaben GT gefolgt von vier Ziffern. Händlerkennzeichen zeigen hellblauen Untergrund und die Buchstaben DLR für englisch dealer und drei Ziffern.
Spätere Kennzeichen besaßen am linken Rand das Euroband mit dem Nationalitätszeichen GBZ. Nach dem Brexit wurden die europäischen Sterne entfernt, der blaue Balken blieb erhalten. Da GBG bereits für die Vogtei Guernsey vergeben war, erhielt Gibraltar Z. Gibraltar ist das einzige britische Überseegebiet, das ein eigenes internationales Kennzeichen führt.

Der Chief Minister führt die Kombination G1 an seinem Dienstwagen. Am offiziellen Fahrzeug des Gouverneurs wird statt eines Nummernschildes eine Krone verwendet. In Gibraltar stationierte Militärfahrzeuge tragen die entsprechenden britischen Armee-Kennzeichen.

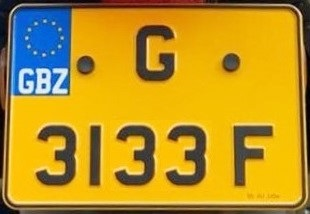
Motorrad-Kennzeichen
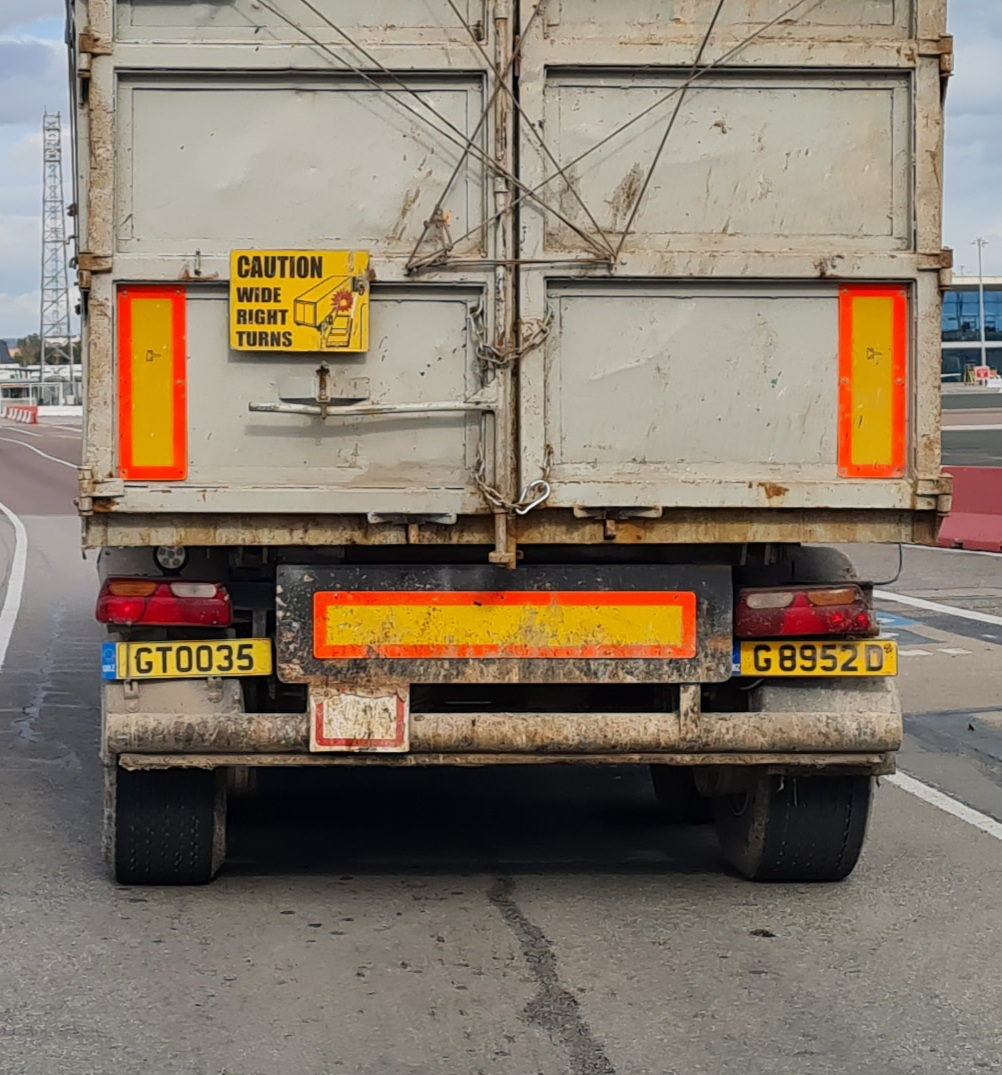
Kennzeichen für Anhänger (links)
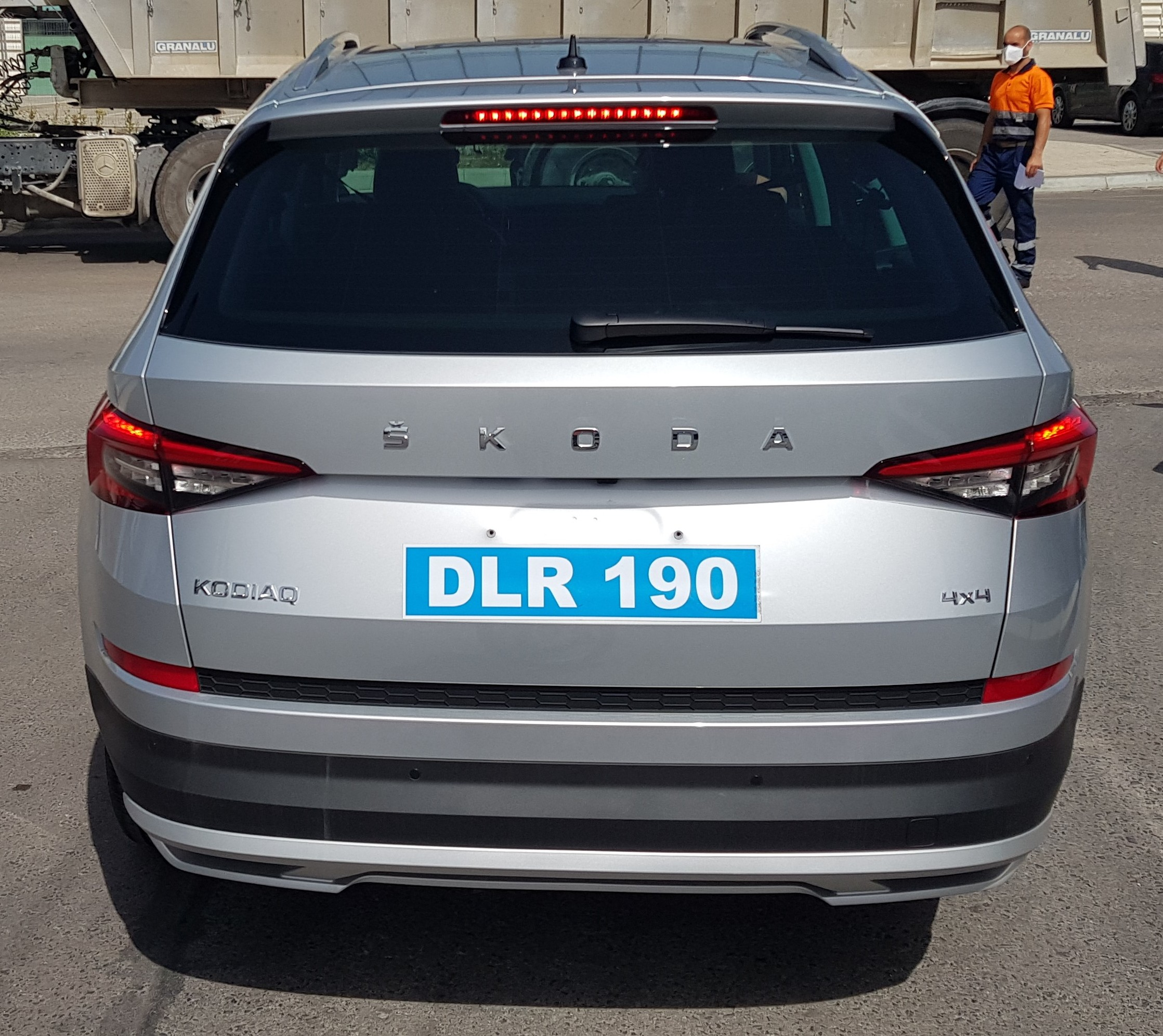
Händler-Kennzeichen
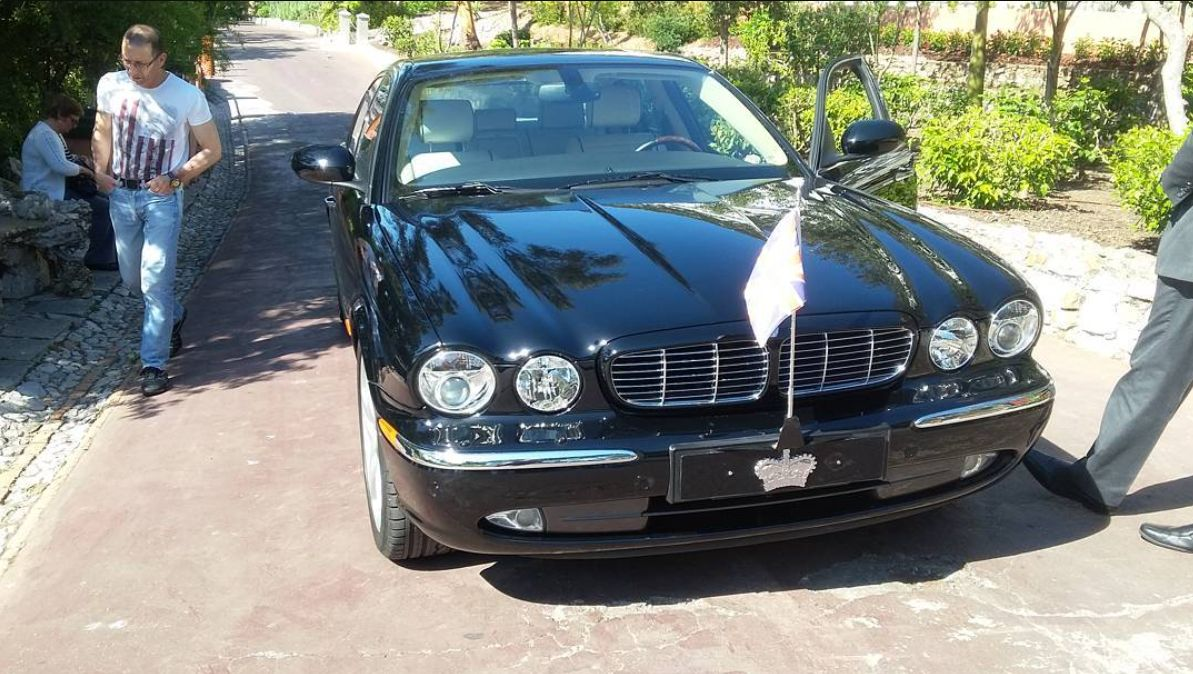
Nummernschild des Gouverneurs David Steel
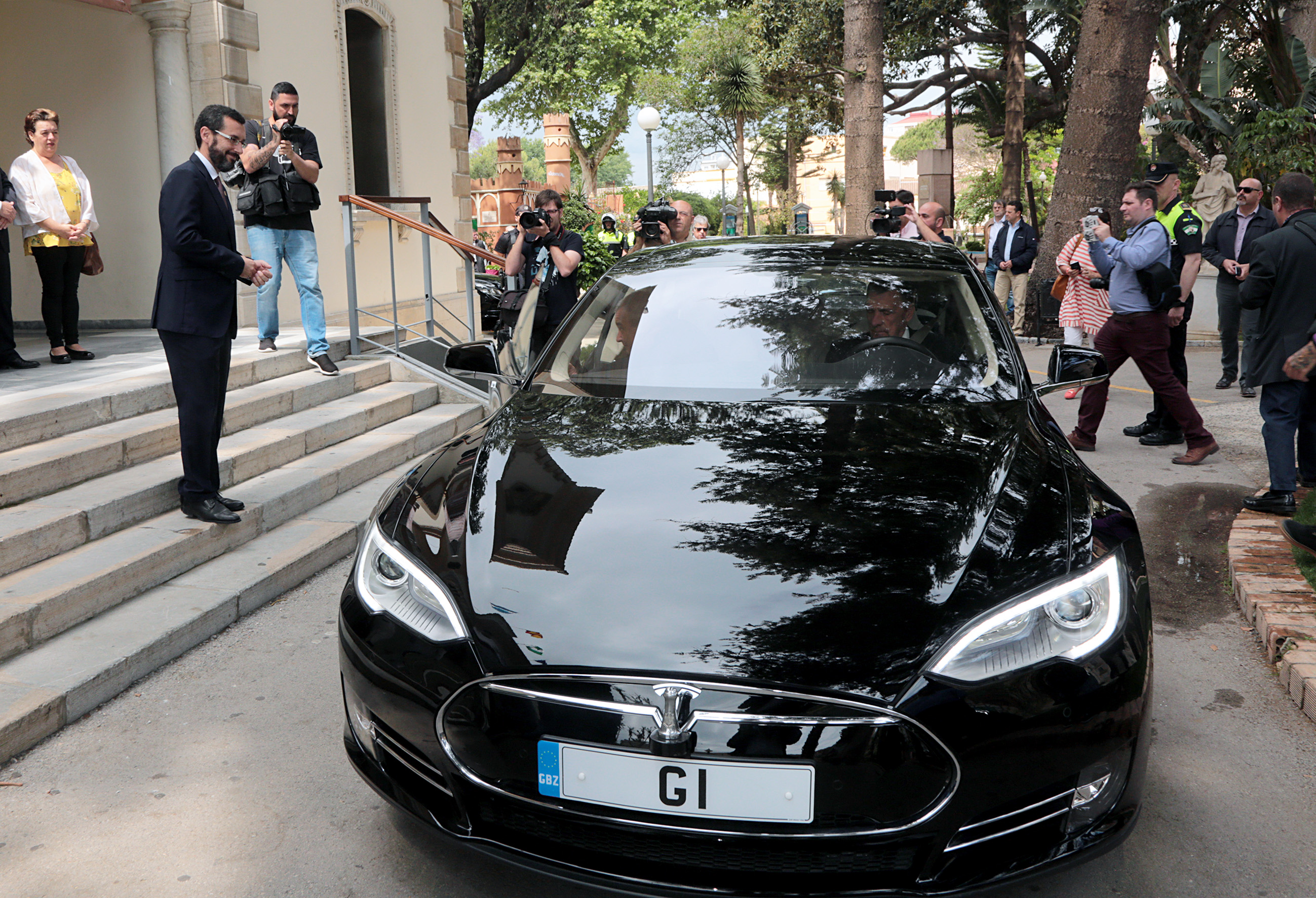
Kennzeichen am Fahrzeug von Chief Minister Fabian Picardo

## Nordamerika (Karibik)

### Anguilla
Bis 2007 waren die Kennzeichen in britischem Design Silber auf Schwarz im Format mit dem „A“ für Anguilla gefolgt von 4 Ziffern.

Ab 2007 wurde das Aussehen US-amerikanischen Kennzeichen angeglichen. Die Größe ist nun 12″ auf 6″, der Hintergrund ist bedruckt (hellblau, Übergang zu weiß, weiß, Übergang zu hellblau, hellblau) mit „Anguilla“ oberhalb der Nummer. Das Nummernformat ist z. B. „P 1234“ und seitlich ist noch das Wappen von Anguilla abgebildet.

### Bermuda

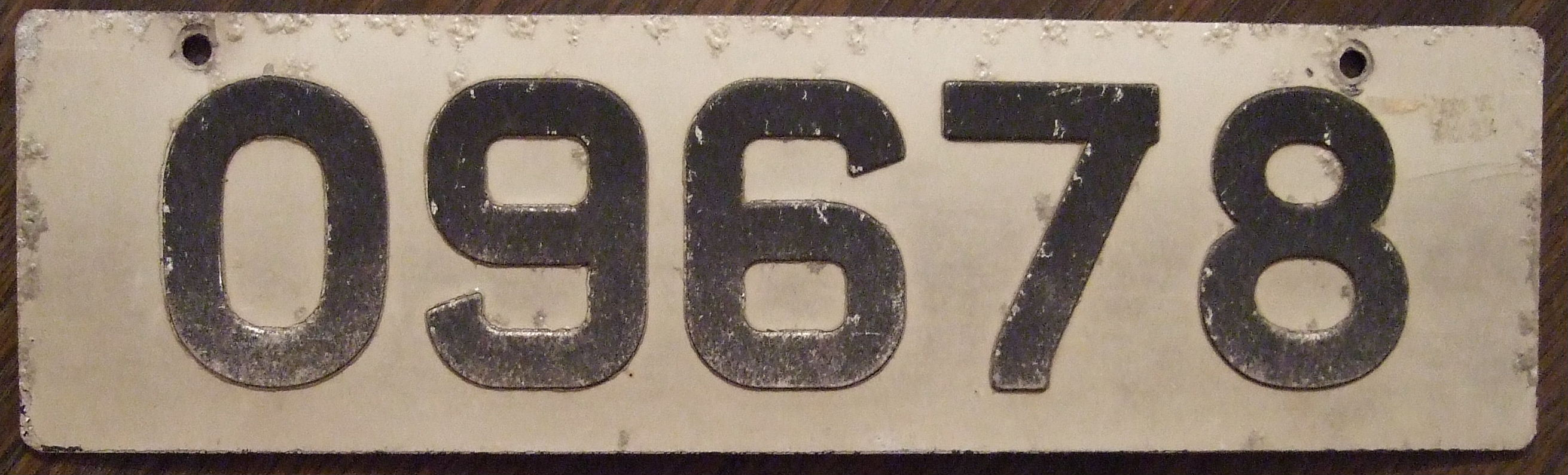
Kfz-Kennzeichen von Bermuda

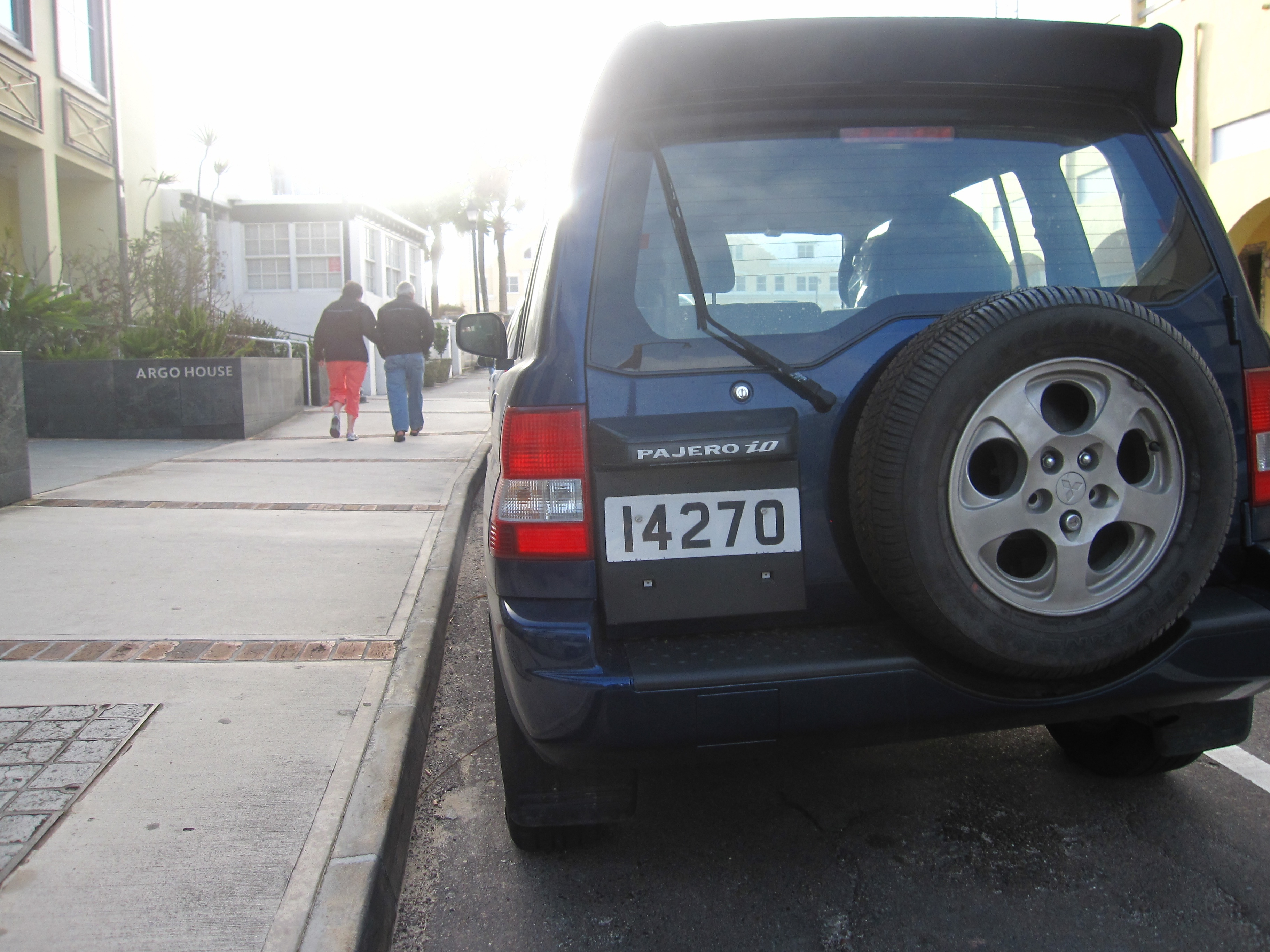
Kfz-Kennzeichen von Bermuda

Bis 1974 waren die Kennzeichen schwarz mit silberner Schrift im Format „P 1234“. Danach schwarz auf weiß mit nur fünf Ziffern.
Heutige Kennzeichen besitzen einen weißen Hintergrund und fünf schwarze Ziffern, wobei auch führende Nullen verwendet werden. Das Format entspricht den europäischen Kennzeichen.
Kommerziell genutzte Fahrzeuge beginnen mit zwei Buchstaben, gefolgt von maximal vier Ziffern. Wunschkennzeichen, bei den maximal sieben Zeichen frei gewählt werden können, sind ebenso verfügbar. Diese haben wie auch Nummernschilder für Oldtimer US-amerikanische Größe und zeigen zusätzlich den Schriftzug BERMUDA am oberen Rand. Als Hintergrund wird eine Karte der Inselgruppe verwendet.

### Britische Jungferninseln

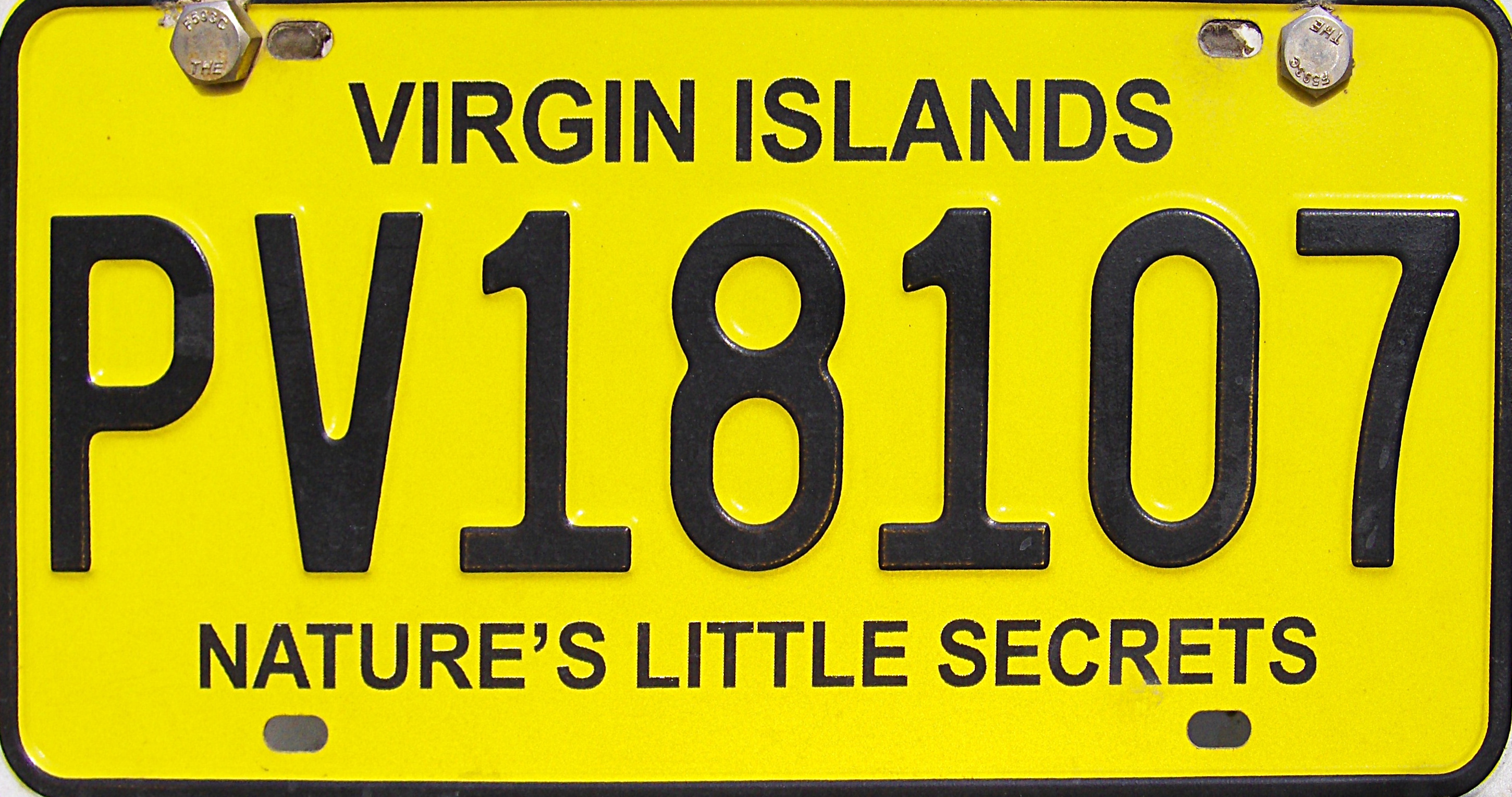
Kfz-Kennzeichen der Britischen Jungferninseln

Bis 1995 waren die Kennzeichen gelb mit schwarzer Schrift im Format „VI 1234“.
Danach wurden Kennzeichen in US-amerikanischer Größe mit „Virgin Islands“ über der Nummer eingeführt. Das Nummernformat für Privatfahrzeuge ist „PV-1234“. Die Schrift ist immer noch schwarz auf gelbem Hintergrund.

### Kaimaninseln

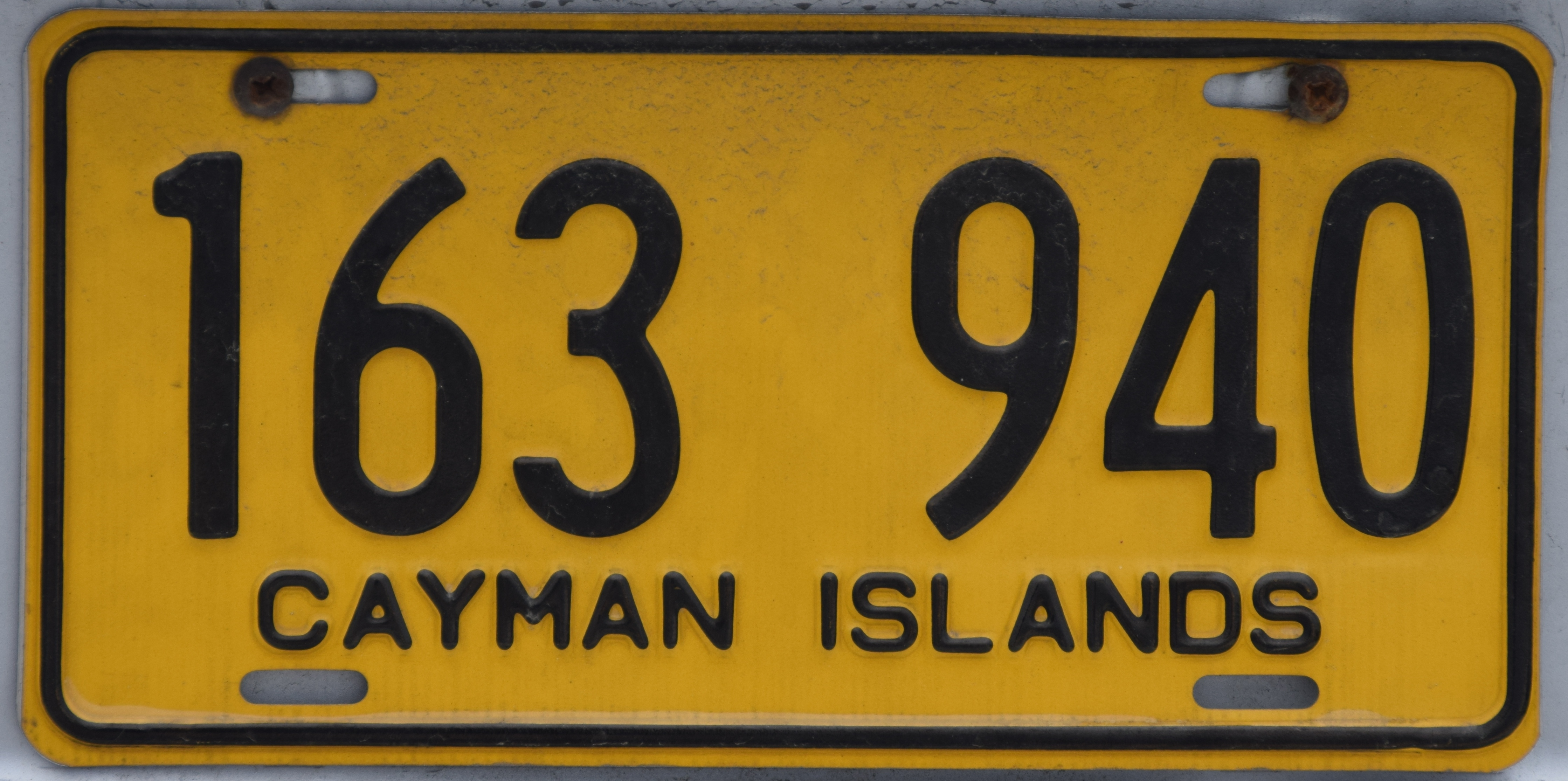
Kfz-Kennzeichen von den Kaimaninseln

Bis 1975 waren die Kennzeichen schwarz mit silberner Schrift im Format „CI 1234“.
Danach wurden Kennzeichen in US-amerikanischer Größe mit „CAYMAN ISLANDS“ unterhalb der Nummer eingeführt. Das Nummernformat änderte sich zu reinen Ziffern. Die Schrift ist immer noch schwarz auf gelbem Hintergrund. Kennzeichen für Mietfahrzeuge besitzen einen weißen Hintergrund.

### Montserrat

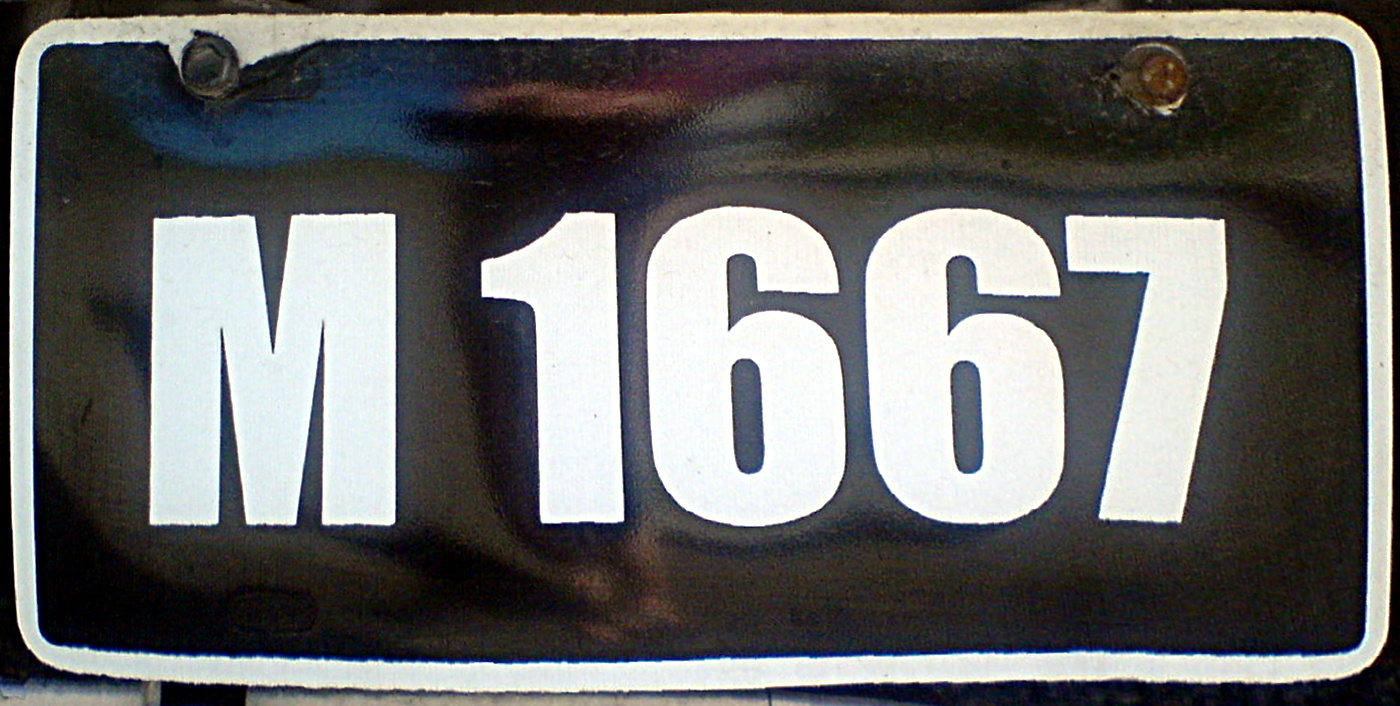
Kfz-Kennzeichen von Montserrat

Die Kennzeichen zeigen silberne oder weiße Aufschrift beginnend mit einem Buchstaben gefolgt von vier Ziffern im Format „M 1234“. Privatfahrzeuge zeigen den Buchstaben M, Zweiräder die Lettern MT. Bei Fahrzeugen zum öffentlichen Personentransport beginnen die Nummernschilder mit H, bei Fahrzeugen von Behörden mit G. Bei Mietfahrzeugen wird R verwendet.

### Turks- und Caicosinseln

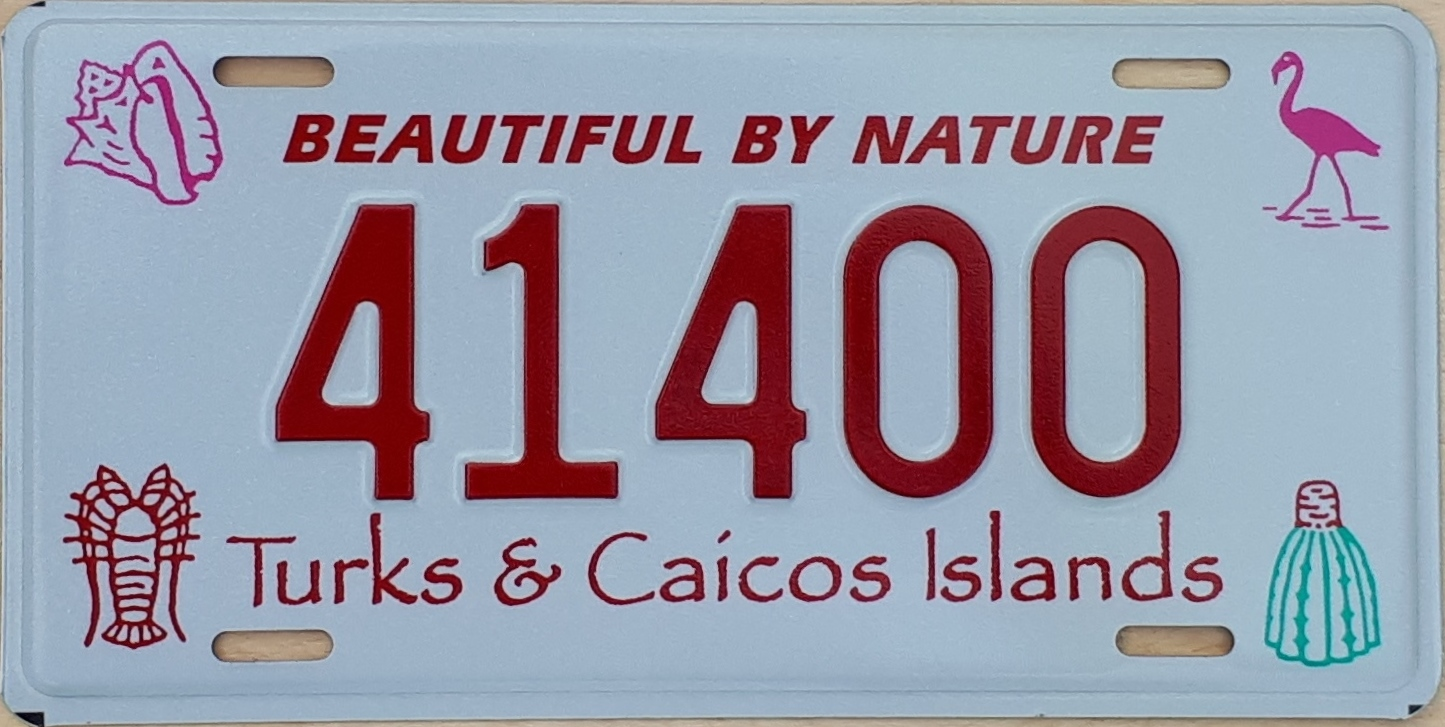
Kennzeichen der Turks- u. Caicosinseln

Die Kennzeichen der Turks- und Caicosinseln haben die US-amerikanische Größe von 152 mm × 300 mm. Bis 2000 waren Kennzeichen für Privatfahrzeuge weiß mit roter Aufschrift im Format „TC 1234“, wobei TC für Turks and Caicos Islands stand. Heutige Nummernschilder bestehen lediglich aus bis zu fünf Ziffern. Der Landesname erscheint in voller Länge unter der Kombination.

## Südamerika

### Falklandinseln

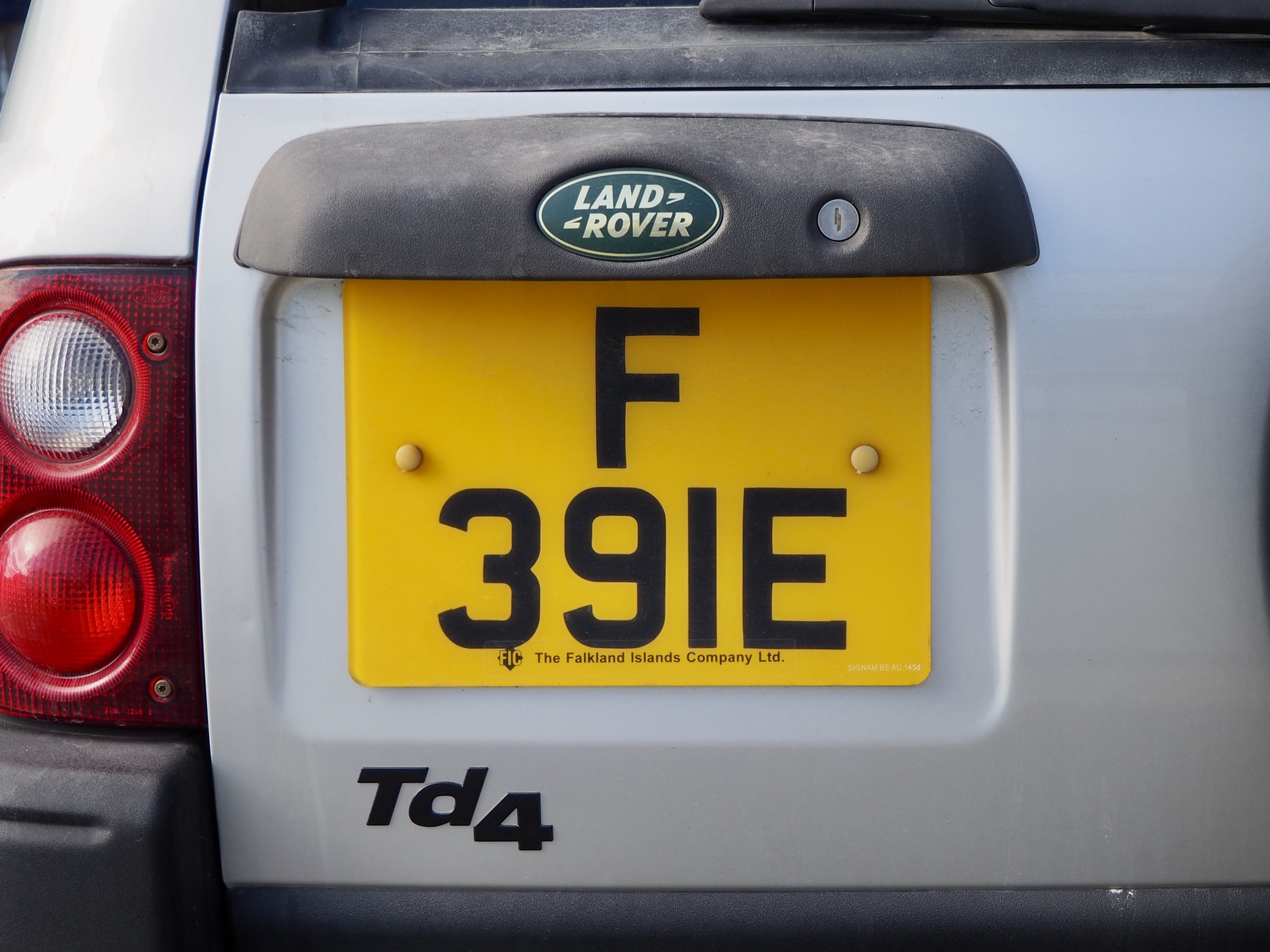
Kennzeichen der Falklandinseln

Bis 1971 waren die Kennzeichen der Falklandinseln schwarz mit weißen oder silbernen Zeichen. Sie begannen mit dem Buchstaben „F“. Es folgte eine dreiziffrige Zahl.
Anfang der 1970er Jahre wurden die Kennzeichen geändert. Nunmehr trugen sie den Buchstaben „F“ und die folgende Zahl in schwarzer Schrift auf gelbem Hintergrund.
Aktuelle Kennzeichen beginnen seit 1986 mit „F“, gefolgt von bis zu vier Ziffern und einem Buchstaben. Behörden-Fahrzeuge zeigen F gefolgt von vier Ziffern ohne weiteren Buchstaben.

## Gebiete ohne Kfz-Kennzeichen

### Antarktis
Im britischen Antarktis-Territorium gibt es keine Kfz-Kennzeichen.

### Ozeanien
Auf den Pitcairninseln gibt es keine offiziellen Kennzeichen.

### Südamerika
Auf Südgeorgien und den Südlichen Sandwichinseln gibt es keine Kfz-Kennzeichen.